# Campeonato Europeo de Waterpolo Femenino de 2012
El XIV Campeonato Europeo de Waterpolo Femenino se celebró en Eindhoven (Países Bajos) entre el 18 y el 28 de enero de 2012. El evento fue organizado por la Liga Europea de Natación (LEN) y la Real Federación Neerlandesa de Natación.
Los partidos se efectuaron en el Estadio de Natación Pieter van den Hoogenband de la ciudad holandesa. Participaron en total 8 selecciones nacionales divididas en 2 grupos.

## Grupos
| Grupo A      | Grupo B  |
| ------------ | -------- |
| Países Bajos | Grecia   |
| Reino Unido  | España   |
| Hungría      | Alemania |
| Rusia        | Italia   |

## Fase preliminar
El primer equipo de cada grupo pasa directamente a las semifinales. Los equipos clasificados en segundo y tercer puesto tienen que disputar primero los cuartos de final.

### Grupo A
| Equipo       | J | G | E | P | GF | GC | DG  | PTS |
| ------------ | - | - | - | - | -- | -- | --- | --- |
| Rusia        | 3 | 3 | 0 | 0 | 38 | 29 | +9  | 9   |
| Hungría      | 3 | 2 | 0 | 1 | 37 | 29 | +8  | 6   |
| Países Bajos | 3 | 1 | 0 | 2 | 30 | 26 | +4  | 3   |
| Reino Unido  | 3 | 0 | 0 | 3 | 25 | 46 | -21 | 0   |

- Resultados

| Fecha | Hora¹ | Partido      | Partido | Partido      | Resultado |
| ----- | ----- | ------------ | ------- | ------------ | --------- |
| 18.01 | 16:00 | Reino Unido  | -       | Hungría      | 9-19      |
| 18.01 | 19:00 | Países Bajos | -       | Rusia        | 10-11     |
| 20.01 | 16:00 | Rusia        | -       | Reino Unido  | 15-10     |
| 20.01 | 19:00 | Hungría      | -       | Países Bajos | 9-8       |
| 22.01 | 16:00 | Países Bajos | -       | Reino Unido  | 12-6      |
| 22.01 | 17:30 | Hungría      | -       | Rusia        | 9-12      |

- (¹) –  Hora local de los Países Bajos (UTC+1).

### Grupo B
| Equipo   | J | G | E | P | GF | GC | DG  | PTS |
| -------- | - | - | - | - | -- | -- | --- | --- |
| Grecia   | 3 | 3 | 0 | 0 | 30 | 21 | +9  | 9   |
| Italia   | 3 | 2 | 0 | 1 | 42 | 33 | +9  | 6   |
| España   | 3 | 1 | 0 | 2 | 39 | 35 | +4  | 3   |
| Alemania | 3 | 0 | 0 | 3 | 30 | 52 | -22 | 0   |

- Resultados

| Fecha | Hora¹ | Partido  | Partido | Partido  | Resultado |
| ----- | ----- | -------- | ------- | -------- | --------- |
| 18.01 | 17:30 | España   | -       | Alemania | 22-12     |
| 18.01 | 20:30 | Grecia   | -       | Italia   | 10-9      |
| 20.01 | 17:30 | Alemania | -       | Grecia   | 6-12      |
| 20.01 | 20:30 | Italia   | -       | España   | 15-11     |
| 22.01 | 19:00 | Alemania | -       | Italia   | 12-18     |
| 22.01 | 20:30 | Grecia   | -       | España   | 8-6       |

- (¹) –  Hora local de los Países Bajos (UTC+1).

## Fase final
|  | Cuartos final | Cuartos final | Cuartos final |         |    | Semifinales | Semifinales  | Semifinales  |              |         | Final  | Final | Final |  |
|  |               |               |               |         |    |             |              |              |              |         |        |       |       |  |
|  |               |               |               |         |    |             |              |              |              |         |        |       |       |  |
|  |               |               |               |         |    |             |              |              |              |         |        |       |       |  |
|  |               |               |               |         |    |             |              |              |              |         |        |       |       |  |
|  |               |               |               |         |    |             |              |              |              |         |        |       |       |  |
|  |               | Grecia        | Grecia        | 14      |    |             |              |              |              |         |        |       |       |  |
|  |               |               |               | 14      |    |             |              |              |              |         |        |       |       |  |
|  |               |               | Hungría       | Hungría | 12 |             |              |              |              |         |        |       |       |  |
|  | Hungría       | Hungría       | Hungría       | Hungría | 12 | 11          |              |              |              |         |        |       |       |  |
|  | Hungría       | Hungría       |               |         |    |             |              |              |              |         |        |       |       |  |
|  | España        | España        | 9             |         |    |             |              |              |              |         |        |       |       |  |
|  | España        | España        | 9             |         |    |             |              |              |              | Grecia  | Grecia | 10    |       |  |
|  |               |               |               |         |    |             |              |              |              | Grecia  | Grecia | 10    |       |  |
|  |               |               | Italia        | Italia  | 13 |             |              |              |              |         |        |       |       |  |
|  |               |               | Italia        | Italia  | 13 |             |              |              |              |         |        |       |       |  |
|  |               |               |               |         |    |             |              |              |              |         |        |       |       |  |
|  |               |               |               |         |    |             |              |              |              |         |        |       |       |  |
|  |               | Rusia         | Rusia         | 12      |    |             | Tercer lugar | Tercer lugar | Tercer lugar |         |        |       |       |  |
|  |               |               |               | 12      |    |             | Tercer lugar | Tercer lugar | Tercer lugar |         |        |       |       |  |
|  |               |               | Italia        | Italia  | 13 |             |              |              |              |         |        |       |       |  |
|  | Italia        | Italia        | Italia        | Italia  | 13 | 17          |              |              | Hungría      | Hungría | 9      |       |       |  |
|  | Italia        | Italia        |               |         |    |             |              |              | Hungría      | Hungría | 9      |       |       |  |
|  | Países Bajos  | Países Bajos  | 15            |         |    |             |              |              |              |         | Rusia  | Rusia | 8     |  |
|  | Países Bajos  | Países Bajos  | 15            |         |    |             |              |              |              |         | Rusia  | Rusia | 8     |  |
|  |               |               |               |         |    |             |              |              |              |         |        |       |       |  |

### Cuartos de final
| Fecha | Hora¹ | Partido | Partido | Partido      | Resultado |
| ----- | ----- | ------- | ------- | ------------ | --------- |
| 24.01 | 19:00 | Hungría | -       | España       | 11-9      |
| 24.01 | 20:30 | Italia  | -       | Países Bajos | 17-15     |

- (¹) –  Hora local de los Países Bajos (UTC+1).

### Semifinales
| Fecha | Hora¹ | Partido | Partido | Partido | Resultado |
| ----- | ----- | ------- | ------- | ------- | --------- |
| 26.01 | 18:00 | Hungría | -       | Grecia  | 12-14     |
| 26.01 | 20:00 | Italia  | -       | Rusia   | 13-12     |

- (¹) –  Hora local de los Países Bajos (UTC+1).

### Quinto lugar
| Fecha | Hora¹ | Partido | Partido | Partido      | Resultado |
| ----- | ----- | ------- | ------- | ------------ | --------- |
| 26.01 | 16:00 | España  | -       | Países Bajos | 11-10     |

### Tercer lugar
| Fecha | Hora¹ | Partido | Partido | Partido | Resultado |
| ----- | ----- | ------- | ------- | ------- | --------- |
| 28.01 | 14:15 | Hungría | -       | Rusia   | 9-8       |

### Final
| Fecha | Hora¹ | Partido | Partido | Partido | Resultado |
| ----- | ----- | ------- | ------- | ------- | --------- |
| 28.01 | 16:00 | Grecia  | -       | Italia  | 10-13     |

- (¹) –  Hora local de los Países Bajos (UTC+1).

## Medallero
|        |        |         |
| Italia | Grecia | Hungría |

## Estadísticas

### Clasificación general
| 1. Italia       |
| 2. Grecia       |
| 3. Hungría      |
| 4. Rusia        |
| 5. España       |
| 6. Países Bajos |
| 7. Reino Unido  |
| 8. Alemania     |

### Máximas goleadoras
| Puesto | Nombre           | País         | Goles |
| ------ | ---------------- | ------------ | ----- |
| 1      | Rita Keszthelyi  | Hungría      | 19    |
| 2      | Iefke van Belkum | Países Bajos | 18    |
| 3      | Roberta Bianconi | Italia       | 16    |
|        | Tania Di Mario   | Italia       | 16    |
| 5      | Jennifer Pareja  | España       | 15    |